# Instituto de Biologia da Universidade Federal da Bahia
O Instituto de Biologia da Universidade Federal da Bahia (IBIO) é uma entidade ligada à Universidade Federal da Bahia (UFBA) e que está situada no campus universitário da Ondina, em Salvador, na Bahia. Abriga o curso de graduação em Ciências Biológicas.
Foi fundado em 8 de fevereiro de 1968.